# Carolina Amesty
Carolina Amesty (4 de noviembre de 1994) es una política y empresaria estadounidense que se desempeñó como miembro de la Cámara de Representantes de Florida por el Distrito 45 de Florida desde noviembre de 2022 a noviembre de 2024. Amesty dirigió sus políticas hacia la reducción de impuestos, la seguridad nacional, la atención médica, la educación, el apoyo a los veteranos, los valores profamilia, la protección infantil y la promoción de la industria turística.
Amesty ganó las primarias republicanas con el 45% de los votos donde participaron 5 aspirantes al cargo. Posteriormente ganó las elecciones generales con el 54% de los votos y asumió el cargo el 8 de noviembre de 2022.Amesty volvió a postularse para la nominación a la Cámara de Representantes, pero fue derrotado por Leonard Spencer, con una diferencia de muy pocos votos.

## Primeros años y familia
Carolina Amesty nació en Caracas, Venezuela, el 4 de noviembre de 1994. Es hija de Juan Carlos Amesty, un pastor, educador y Psicólogo. Su madre es Dinorah de Amesty, una educadora que también se dedica a la filantropía.
Antes de cumplir los 4 años, en septiembre de 1998, migró junto a su familia a los Estados Unidos de América.

## Educación
Carolina Amesty inició sus estudios preescolares en La Petite Academy in Kissimmee, Florida, y la primaria en la escuela Oak Hill Elementary. Se graduó de secundaria en la escuela West Oaks Academy.
Amesty obtuvo un título de especialista en artes del Condado de Seminole de Florida y una licenciatura en ciencias políticas y administración pública de la Universidad de Florida Central.
Durante sus estudios universitarios, Carolina recibió una beca de la oficina de Asuntos Educativos y Culturales del Departamento de Estado de EE. UU. para viajar a Eurasia y aprender el idioma ruso como una cuestión de seguridad nacional.
Durante los años 2014 y 2015, Amesty trabajó como directora de asuntos académicos en Universidad Cristiana Central de Florida. Más tarde, regresó a la Universidad Cristiana Central en 2017, pero esta vez trabajando como asesora principal del presidente y vicepresidente ejecutivo. También se desempeñó como presidenta de la Federación de Mujeres Republicanas de Orlando.

## Carrera
Durante los años 2014 y 2015, Amesty trabajó como directora de asuntos académicos en Universidad Cristiana Central de Florida. Más tarde, regresó a la Universidad Cristiana Central en 2017, pero esta vez trabajando como asesora principal del presidente y vicepresidente ejecutivo.

### Cámara de Representantes de Florida
Carolina Amesty se postuló con éxito para un escaño en la Cámara de Representantes de Florida en las elecciones de 2022. Su candidatura fue avalada por Donald Trump Jr.

#### Posición sobre Disney
Amesty ha confesado que es una usuaria que consume los productos de Disney y que creció viendo Lizzie McGuire en Disney Channel. Sin embargo, ha cuestionado la programación infantil que tiene Disney para los niños desde hace un tiempo y ha señalado en varias ocasiones que la compañía intenta enseñar la ideología de género a través de su contenido infantil.
Debido a esta posición en favor de proteger la inocencia de los niños, ha denunciado que su posición la ha puesto en el blanco de los medios de comunicación izquierdistas.
Aunque la iniciativa en contra de Disney no es un proyecto originalmente de Amesty, ella se ha declarado conservadora y que fue criada con valores cristianos, por lo que se identificó con la iniciativa.

#### Iniciativas en la Cámara
Como representante del Distrito 45 de Florida, Carolina Amesty ha presentado y propuesto varias iniciativas en la Cámara.  Amesty ha hecho hincapié en la protección de la familia, la educación y seguridad nacional.

#### Ley de Bentley
Actualmente, la representante al Distrito 45 de la Cámara de Representantes de Florida, Carolina Amesty, ha presentado el proyecto de ley denominado “Ley Bentley” que garantiza que, si un niño queda huérfano por un accidente automovilístico o de tránsito, haya una garantía económica.
La ley Bentley, que lleva el nombre del hijo de una víctima que murió en un accidente que involucró a un conductor ebrio, busca obligar a las personas condenadas por homicidio o intoxicación a pagar una restitución.

#### Seguridad Nacional
Amesty presentó un proyecto de ley para prohibir TikTok, argumentando que “es una fachada del Partido Comunista Chino, en los dispositivos del estado de Florida”. Además, dijo que la nueva ley brinda una sensación de protección contra riesgos externos.
La ley presentada por Amesty fue apoyada unánimemente por la cámara. La ley entró en vigor en julio de 2023 y prohíbe la instalación de aplicaciones como TikTok y otras que se encuentran en la SB 258 en dispositivos electrónicos de propiedad estatal. Esto incluye redes inalámbricas estatales, del condado y municipales y redes privadas virtuales. También incluye todas las agencias, colegios y universidades estatales y locales.

## Vida personal
Carolina Amesty es cristiana.